# Synodontis fuelleborni
Synodontis fuelleborni é uma espécie de peixe da família Mochokidae.
É endémica da Tanzânia.
Os seus habitats naturais são: rios e lagos de água doce.